# ГРАПО
Групи патріотичного антифашистського опору першого жовтня (ісп. Grupos de Resistencia Antifascista Primero de Octubre, GRAPO Grupos de Resistencia Antifascista Primero de Octubre, GRAPO) — іспанська ліворадикальна організація міських партизанів, створена активістами маоїстської КПІ (в) влітку 1975 року для боротьби з диктаторським режимом Франсіско Франко. Свою назву Групи отримали від дати збройної відплати (1 жовтня 1975) за страту франкістським режимом двох членів ЕТА і трьох членів РАПФ . Прагнула до вигнання з Іспанії підрозділів армії США і НАТО і встановленню в країні революційного режиму. Її ядро складали члени Організації марксистів-ленінців Галісії. Особливо сильні позиції ГРАПО мала у відсталих національних районах північного заходу країни (Галісія, Леон, Мурсія). Координували діяльність з " Аксьон дірект " і " Червоними бригадами ".

## Історія
ГРАПО бере свій початок з Організації марксистів-леніністів Іспанії (OMLE), яка розпустилася на своєму першому конгресі в 1975 р.На початку 1976 року, через два місяці після смерті генерала Франсіско Франко, під час переходу Іспанії від диктатури до демократії, Комуністична партія Іспанії (відновлена) (КПІ-в) розпочала боротьбу проти політичних реформ.КПІ(в) реструктуризувала свою діяльність створюючи різні структури; однією із них був "фронт боротьби проти фашизму", заснований Хуаном Карлосом Дельгадо де Кодексом, який згодом перетворився на ГРАПО.

## Терористична діяльність
- У грудня 1976 ГРАПО був викрадений голова Державної ради Антоніо Марію де Аріол і Урхіко (звільнений поліцією в лютому 1977);
- 28 січня 1977 вбиті двоє поліцейських і національний гвардієць, як помста за вбивство п'яти адвокатів-комуністів;
- 24 січня 1977 — викрадення голови Вищої ради військової юстиції Вілаескуса (пізніше убитий);
- в 1977-79 спільно з ФРАП проведена серія вибухів в різних містах.
- У 1978 убитий головний директор в'язниць Хедус Хаддад, через рік — його наступник Карлос Гарсія Вальдес.
- На рубежі 1970-80-х рр. ГРАПО зробила ряд пограбувань банків, головним чином в Мадриді і Барселоні.
- У 1984 ГрРАПО провела серію вибухів, спрямованих проти об'єктів НАТО.
- У 1991 ГРАПО організовує вибух трубопроводу, що належить НАТО.